# Эдермюнде
Эдермюнде (нем. Edermünde) — община в Германии, в земле Гессен. Подчиняется административному округу Кассель. Входит в состав района Швальм-Эдер.  Население составляет 7272 человека (на 31 декабря 2010 года). Занимает площадь 25,83 км².
Община подразделяется на 4 сельских округа.

## Города-побратимы
- Теренто, Италия (1989)